# Circonscription de Vitré
La circonscription de Vitré est l'une des huit circonscriptions législatives françaises que comptait le département d'Ille-et-Vilaine de 1876 à 1885, de 1889 à 1919 et de 1928 à 1940.
Hervé de Lyrot (Conservateur) en fut le dernier député.

## La circonscription de 1876 à 1885
Dans le découpage électoral de 1875, la circonscription de Vitré fait partie des huit circonscriptions d'Ille-et-Vilaine.
Elle était composée des cantons d'Argentré-du-Plessis, Châteaubourg, La Guerche-de-Bretagne, Retiers, Vitré-Est et Vitré-Ouest.

### Historique des députations
| Législature | Début de mandat | Fin de mandat   | Député                         | Parti politique | Observations |
| ----------- | --------------- | --------------- | ------------------------------ | --------------- | ------------ |
| Ire         | 9 mars 1876     | 25 juin 1877    | Olivier Le Gonidec de Traissan | Légitimiste     |              |
| IIe         | 7 novembre 1877 | 27 octobre 1881 | Olivier Le Gonidec de Traissan | Légitimiste     |              |
| IIIe        | 28 octobre 1881 | 9 novembre 1885 | Olivier Le Gonidec de Traissan | Légitimiste     |              |

## La circonscription de 1889 à 1919
Elle reprend le découpage de 1875.

### Historique des députations
| Législature | Début de mandat  | Fin de mandat   | Député                         | Parti politique | Observations |
| ----------- | ---------------- | --------------- | ------------------------------ | --------------- | --- |
| Ve          | 12 novembre 1889 | 14 octobre 1893 | Olivier Le Gonidec de Traissan | Monarchiste     | |
| VIe         | 15 octobre 1893  | 31 mai 1898     | Olivier Le Gonidec de Traissan | Monarchiste     | |
| VIIe        | 1er juin 1898    | 31 mai 1902     | Olivier Le Gonidec de Traissan | Monarchiste     | |
| VIIIe       | 1er juin 1902    | 31 mai 1906     | Olivier Le Gonidec de Traissan | Monarchiste     | |
| IXe         | 1er juin 1906    | 31 mai 1910     | Olivier Le Gonidec de Traissan | Monarchiste     | |
| Xe          | 1er juin 1910    | 18 janvier 1912 | Olivier Le Gonidec de Traissan | Conservateur    | Décédé le 18 janvier 1912, il est remplacé à partir du 14 avril 1912 par Jacques Le Cardinal de Kernier (Conservateur). |
| Xe          | 14 avril 1912    | 31 mai 1914     | Jacques Le Cardinal de Kernier | Conservateur    | |
| XIe         | 1er juin 1914    | 7 décembre 1919 | Jacques Le Cardinal de Kernier | Conservateur    | |

### Historique des élections

#### Élections de 1910
|                  | Olivier Le Gonidec de Traissan * | Conservateur | 12 240 | 79,50  |  |  |  |
|                  |                                  |              |        |        |  |  |  |
| Inscrits         | Inscrits                         | Inscrits     | 20 295 | 100,00 |  |  |  |
| Votants          | Votants                          | Votants      | 15 396 | 75,86  |  |  |  |
| Exprimés         | Exprimés                         | Exprimés     | 12 387 | 80,46  |  |  |  |
| * Député sortant |                                  |              |        |        |  |  |  |

#### Élections partielles de 1912
|          | Jacques Le Cardinal de Kernier | Conservateur-AF | 12 388 | 81,58  |  |  |  |
|          | Joseph-Étienne Carabasse       | Bonapartiste    | 16     | 0,13   |  |  |  |
|          |                                |                 |        |        |  |  |  |
| Inscrits | Inscrits                       | Inscrits        | 20 276 | 100,00 |  |  |  |
| Votants  | Votants                        | Votants         | 15 185 | 74,89  |  |  |  |
| Exprimés | Exprimés                       | Exprimés        | 12 655 | 83,34  |  |  |  |

#### Élections de 1914
|                  | Jacques Le Cardinal de Kernier * | Conservateur-AF  | 10 731 | 64,67  |  |  |  |
|                  | Prudent Porée                    | Répub. de gauche | 5 866  | 35,35  |  |  |  |
|                  |                                  |                  |        |        |  |  |  |
| Inscrits         | Inscrits                         | Inscrits         | 20 016 | 100,00 |  |  |  |
| Votants          | Votants                          | Votants          | 16 894 | 84,40  |  |  |  |
| Exprimés         | Exprimés                         | Exprimés         | 16 594 | 98,22  |  |  |  |
| * Député sortant |                                  |                  |        |        |  |  |  |

## La circonscription de 1928 à 1940
Le découpage électoral de 1927 ne modifie pas celui de 1875.

### Historique des députations
| Législature | Début de mandat | Fin de mandat  | Député           | Parti politique | Observations |
| ----------- | --------------- | -------------- | ---------------- | --------------- | ------------ |
| XIVe        | 1er juin 1928   | 31 mai 1932    | Robert Bellanger | Rép.G           |              |
| XVe         | 1er juin 1932   | 31 mai 1936    | Hervé de Lyrot   | Rép.nat.        |              |
| XVIe        | 1er juin 1936   | 9 juillet 1940 | Hervé de Lyrot   | Conservateur    |              |

### Historique des élections

#### Élections de 1928
| Candidats | Candidats        | Étiquette                   | Premier tour | Premier tour | Ballotage | Ballotage |  |
| Candidats | Candidats        | Étiquette                   | Voix         | %            | Voix      | %         |  |
| --------- | ---------------- | --------------------------- | ------------ | ------------ | --------- | --------- |  |
|           | Marcel Rupied    | Répub. nat-Action française | 7 700        | 49,04        | 7 473     | 46,66     |  |
|           | Robert Bellanger | Répub. de gauche            | 7 446        | 47,42        | 8 518     | 53,18     |  |
|           | Joseph Ribot     | SFIO                        | 442          | 2,82         |           |           |  |
|           | Eugène Le Moign  | PC-SFIC                     | 145          | 0,92         | 26        | 0,16      |  |
|           |                  |                             |              |              |           |           |  |
| Inscrits  | Inscrits         | Inscrits                    | 17 814       | 100,00       | 17 814    | 100,00    |  |
| Votants   | Votants          | Votants                     | 16 010       | 89,87        | 16 132    | 90,56     |  |
| Exprimés  | Exprimés         | Exprimés                    | 15 703       | 98,08        | 16 017    | 99,29     |  |

#### Élections de 1932
| Candidats        | Candidats                      | Étiquette                   | Premier tour | Premier tour | Ballotage | Ballotage |  |
| Candidats        | Candidats                      | Étiquette                   | Voix         | %            | Voix      | %         |  |
| ---------------- | ------------------------------ | --------------------------- | ------------ | ------------ | --------- | --------- |  |
|                  | Robert Bellanger *             | Répub. de gauche            | 7 767        | 47,42        | 7 765     | 47,73     |  |
|                  | Hervé de Lyrot                 | Répub. nat-Action française | 7 096        | 43,53        | 8 315     | 51,11     |  |
|                  | Olivier Le Gonidec de Traissan | Action française            | 1 355        | 8,31         |           |           |  |
|                  | Charles Vioud                  | Républicain socialiste      | 54           | 0,33         |           |           |  |
|                  | François Riffaud               | PC-SFIC                     | 28           | 0,17         | 6         | 0,04      |  |
|                  | David Le Théo                  | Action française            |              |              | 183       | 1,13      |  |
|                  |                                |                             |              |              |           |           |  |
| Inscrits         | Inscrits                       | Inscrits                    | 18 086       | 100,00       | 18 086    | 100,00    |  |
| Votants          | Votants                        | Votants                     | 16 616       | 91,87        | 16 811    | 92,95     |  |
| Exprimés         | Exprimés                       | Exprimés                    | 16 300       | 98,10        | 16 269    | 96,78     |  |
| * Député sortant |                                |                             |              |              |           |           |  |

#### Élections de 1936
| Candidats        | Candidats           | Étiquette                   | Premier tour | Premier tour | Ballotage | Ballotage |  |
| Candidats        | Candidats           | Étiquette                   | Voix         | %            | Voix      | %         |  |
| ---------------- | ------------------- | --------------------------- | ------------ | ------------ | --------- | --------- |  |
|                  | Jean Bohuon         | Dorgeriste-Action française | 5 603        | 38,93        | 6 092     | 41,68     |  |
|                  | Hervé de Lyrot *    | URD-CR-Ind. rép             | 4 736        | 32,91        | 7 179     | 49,11     |  |
|                  | Auguste Bastianelli | Dém. pop                    | 2 852        | 19,82        |           |           |  |
|                  | Jean Coleu          | PC-SFIC                     | 1 202        | 8,35         | 1 346     | 9,21      |  |
|                  |                     |                             |              |              |           |           |  |
| Inscrits         | Inscrits            | Inscrits                    | 18 046       | 100,00       | 18 046    | 100,00    |  |
| Votants          | Votants             | Votants                     | 15 820       | 87,67        | 15 533    | 86,07     |  |
| Exprimés         | Exprimés            | Exprimés                    | 14 393       | 90,98        | 14 618    | 94,11     |  |
| * Député sortant |                     |                             |              |              |           |           |  |